# Mathew Belcher
Mathew Belcher (Gold Coast, 20 settembre 1982) è un velista australiano.
Ha vinto la medaglia d'oro olimpica nella vela alle Olimpiadi 2012 svoltesi a Londra nella specialità 470 maschile insieme a Malcolm Page e argento a Olimpiadi 2016.
Ha vinto inoltre sei campionati mondiali: nel 2000 nella categoria 420 maschile e dal 2010 al 2015 consecutivamente nella categoria 470 maschile.
Nel 2013 è stato insignito del premio ISAF "Velista mondiale dell'anno".